# Ostrovany
Ostrovany este o comună slovacă, aflată în districtul Sabinov din regiunea Prešov. Localitatea se află la altitudinea de 306 m deasupra n.m., se întinde pe o suprafață de 5,85 km2 și în 2017 număra 2.127 de locuitori.

## Istoric
Localitatea Ostrovany este atestată documentar din 1248.

## Demografie
| An:                | 1994 | 2004    | 2014    | 2024    |
| ------------------ | ---- | ------- | ------- | ------- |
| Număr de persoane: | 1229 | 1620    | 1975    | 2511    |
| Diferență:         |      | +31,81% | +21,91% | +27,13% |

| An:                | 2023 | 2024   |
| ------------------ | ---- | ------ |
| Număr de persoane: | 2462 | 2511   |
| Diferență:         |      | +1,99% |